# Comment ne pas épouser un milliardaire
Comment ne pas épouser un milliardaire est un feuilleton télévisé français de 5h30 en noir et blanc réalisé par Lazare Iglésis, et diffusé d'octobre à novembre 1966 sur la première chaîne de l'ORTF.
Il s'agit de l'adaptation à la télévision du roman de l'auteur espagnole Luisa-Maria Linares, Sous la coupe de Barbe-Bleue (En el Poder de Barba Azul, 1939), qui a connu un grand succès à l'époque de sa sortie.

## Synopsis
La jeune et belle héritière américaine Myriam Barlett est promise par son père au milliardaire Archibald Canfield (dit « Archie ») qu'elle n'aime pas. La veille de ses noces, elle embarque clandestinement sur un yacht. À son bord, elle sert de mousse au commandant Jean Leroy-Dantec. Il lui mène la vie dure car, depuis une histoire agitée avec la star de cinéma Délia Delamare, Leroy-Dantec est devenu terriblement misogyne. Mais Myriam tombe vite amoureuse du commandant...

## Fiche technique
- Titre original : Comment ne pas épouser un milliardaire
- Réalisation et production : Lazare Iglésis
- Scénario et dialogues : Frédérique Hébrard et Louis Velle
- Musiques : Henri Betti et Jean-Pierre Landreau
- Société de production et de diffusion : ORTF
- Genre : comédie dramatique
- Tournage : Hôtel Majestic Barrière, Cannes, France
- Pays de production :  France
- Format : noir et blanc
- Nombre d'épisodes : 13
- Durée : 5h30
- Dates de première diffusion : du 10 octobre 1966 au 14 novembre 1966
- Public : Tous publics

## Distribution
- Marie-France Boyer : la belle Américaine Myriam Barlett
- Jean-Claude Pascal : le commandant Jean Leroy-Dantec
- Louis Velle : le secrétaire de Délia Delamare, Robert de Gissac
- Magali Noël : la star de cinéma Délia Delamare
- Jacques Sereys : le milliardaire Archibald Canfield, dit Archie
- Yori Bertin : Aline Barlett/Canfield, sœur aînée de Myriam et épouse d'Archie
- Fernand Sardou : César Campredon
- Georges Aminel : Bertie
- Guy Kerner : le capitaine du yacht
- Ambroise Bia : Doudou
- Clément Michu : Caruso
- Paul Pavel : Le Muet
- Michel Nastorg : le directeur du Majestic
- Dominique Bernard : le chef d'orchestre du Majestic
- Nicole Hotte : Estelle la standardiste
- Christine Aurel : Cécile la fleuriste
- Evelyne Dassas : la dame de compagnie de Délia Delamare
- Jean Galland : le vieil ambassadeur
- Anne Wredow : Annie Gomme
- Jacques Santi : Gérard Lenoir, le tennisman amoureux d'Annie Gomme
- Claudine Cheret : Mme Gomme
- Roger Dann : Alex, le client au chien et ami de Mme Gomme
- Jean-Jacques Delbo : le directeur du Conservatoire de Cannes
- Laura Ulmer : Marjorie Barlett, sœur cadette de Myriam
- Harry Max : M. Barlett
- Philippe Castelli : le valet de pied des Barlett
- Anne Roudier : Pauline, la sœur de César
- Françoise Petit : Magali, nièce de César et femme de chambre au Majestic
- Jacques Marty : Vincent, neveu de César et serveur au Majestic
- Christine Simon : Zanie, nièce de César
- Michel Naulet : Félix, neveu de César
- Geneviève Fontanel : Jane, femme de chambre et amie de Myriam
- Pierre Tornade : Shirley, l'ami célibataire de Bill
- Dominique Rozan : Bill, le mari de Jane
- Colette Ripert : Babette, la femme de chambre de Myriam
- France Delahalle : la modiste qui fait essayer la robe de mariée de Myriam
- France Lombard : la vacancière qui vient faire dédicacer son livre au Commandant

## Commentaires
Cette série télévisée fut créée à l'initiative des auteurs Louis Velle et Frédérique Hébrard (également acteur et scénariste). C'est le réalisateur Lazare Iglésis qui mit à l'écran l'adaptation du roman de Luisa-Maria Linares : le scénario de Frédérique Hébrard et les dialogues de Louis Velle, puis qui choisit le casting du feuilleton. Comment ne pas épouser un milliardaire est la première comédie signée Hébrard/Velle (avant l'immense succès de La Demoiselle d'Avignon). Issue d'un roman espagnol, elle a été écrite selon la tradition des grandes comédies américaines.
Dans l'adaptation télévisée, Myriam Barlett incarne la belle américaine qui fugue en France, tombe sous le charme du vieux loup de mer breton le Commandant Jean Leroy-Dantec, et atterrit sur la Côte d'Azur à Cannes. Dans le roman Sous la coupe de Barbe-Bleue, Myriam Barlett est aussi une belle New-Yorkaise tombant amoureuse d'un commandant français, mais elle fugue en Espagne, pays de l'auteur Luisa-Maria Linares.
La majeure partie du tournage a eu lieu sur la Côte d'Azur à Cannes, et notamment à l'Hôtel Majestic Barrière pour toute la deuxième partie du feuilleton. Environ 3h de film a lieu au Majestic et dans la ville de Cannes, permettant une vision détaillée du palace à cette époque et de magnifiques panoramas du Cannes des années 1960.
L'actrice Yori Bertin, qui interprète Aline Barlett et épouse le milliardaire Archie, n'a pas été choisie par hasard : passionnée de décoration intérieure et de luxe, elle travaille en parallèle des plateaux de cinéma comme collaboratrice de sa mère, l'architecte d'intérieur France Bertin. Ensemble, elles meublent et décorent des appartements et des maisons de milliardaires.

« Louis Velle et Frédérique Hébrard (La Demoiselle d'Avignon) signent ici une comédie pétillante, aux dialogues savoureux et à la joie de vivre contagieuse de la Côte d'Azur des années 60. Un régal. '' ― Mémoires de la Télévision Française. »

## DVD
Références : les entretiens avec Louis Velle et Frédérique Hébrard en bonus du double DVD commercialisé par Koba Films depuis 2005.